# كرة قدم المدرسة الثانوية

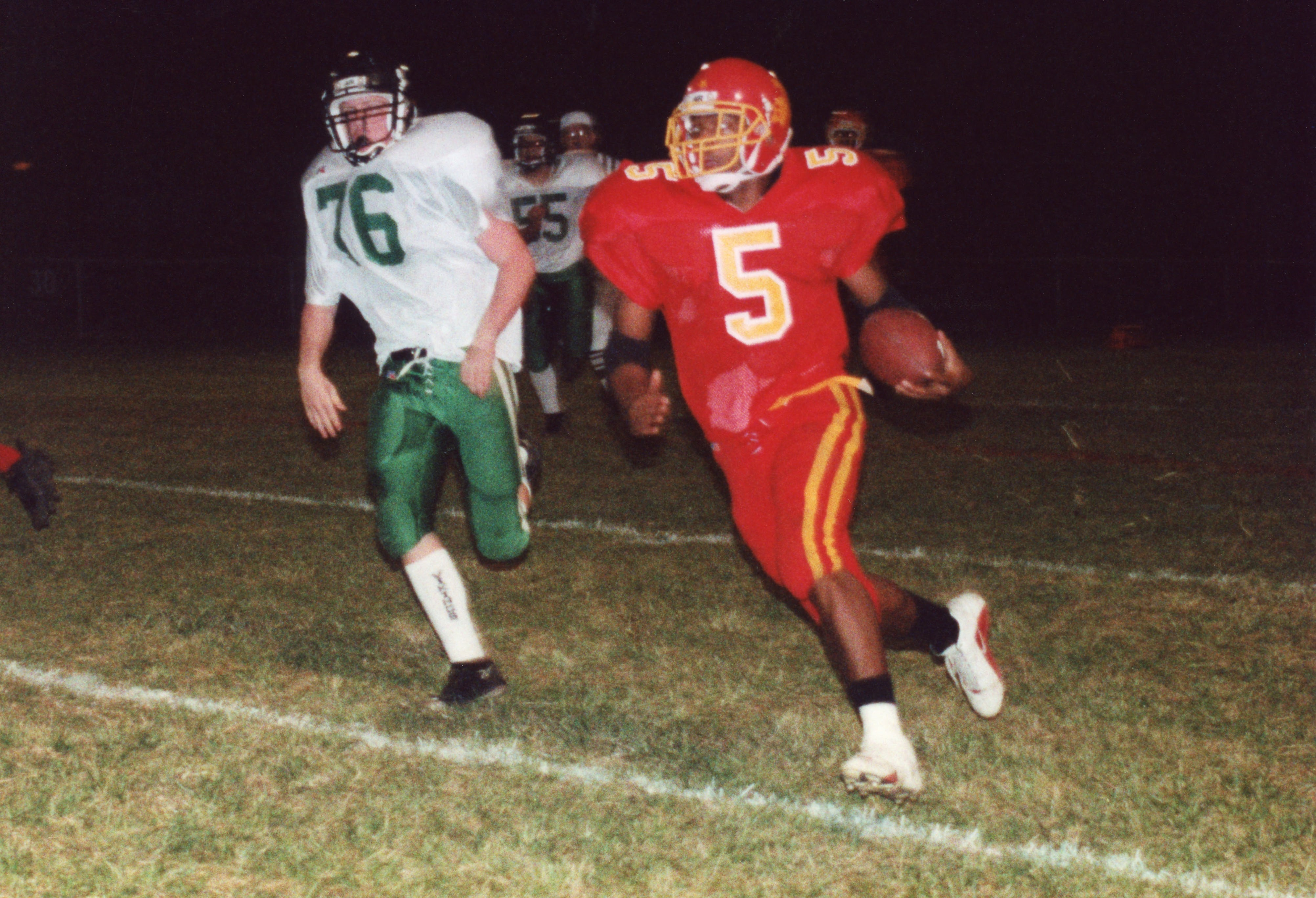
الركض إلى الخلف يجتاح الطرف الأيسر أثناء مباراة كرة القدم بالمدرسة الثانوية التي تقع بالقرب من مدينة سينسيناتي (Cincinnati) بولاية أوهايو في عام 1999

تشير كرة قدم المدرسة الثانوية في شمال أمريكا إلى مباراة كرة القدم التي تجرى في ملعب خاص بكرة القدم كما في الولايات المتحدة وكندا. كما تحتل هذه اللعبة مكانة كبيرة وسط أكثر الرياضات الشعبية في المدارس في كل من كندا والولايات المتحدة.
تشير كرة القدم في المدارس الثانوية أيضًا إلى وجود كرة القدم في المدرسة الإعدادية أو المدارس الإعدادية، ويرجع تاريخ كرة القدم في المدارس الثانوية إلى أواخر القرن التاسع عشر، ويتزامن هذا التاريخ مع بداية العديد من برامج كرة القدم في الجامعات. وفي أواخر القرن التاسع عشر وأوائل القرن العشرين قام العديد من فرق الكليات والمدارس الثانوية باللعب ضد بعضهم البعض. وفي أثناء ذلك كان هناك العديد من التقاليد والعادات التي تجري في مباريات كرة القدم في المدارس الثانوية ومن ضمن هذه التقاليد التجمعات الحماسية وفرق المسيرات والتعاويذ والتمائم ومباريات الذهاب والعودة التي يمكن رؤيتها في كرة قدم الجامعات.

## القواعد

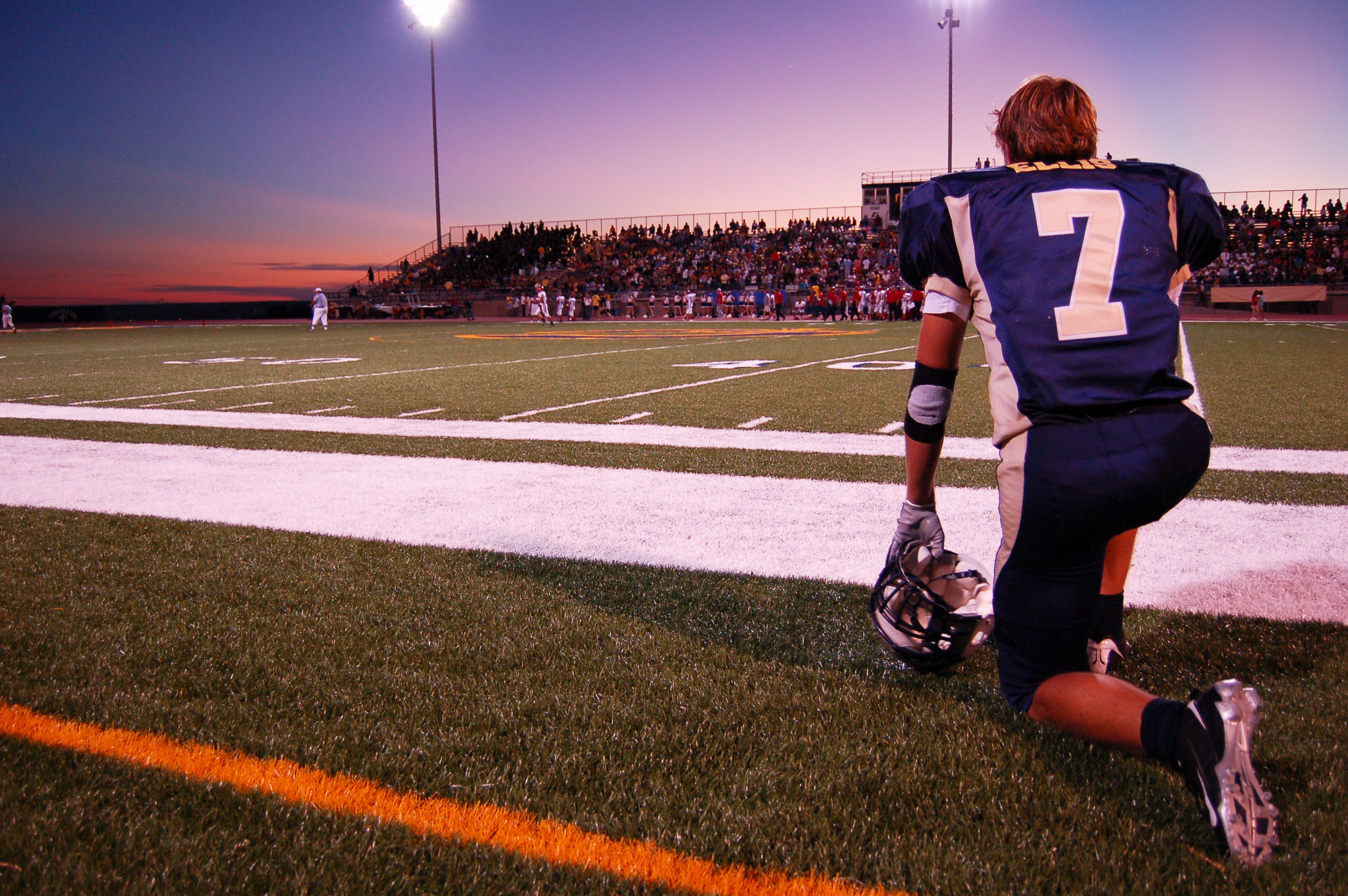
مباراة كرة القدم في المدارس الثانوية في تكساس.

تقوم الروابط الاتحادية الوطنية للمدارس الثانوية داخل الولاية (NFHS) بتأسيس ووضع قواعد للعبة كرة القدم في المدارس الثانوية في الولايات المتحدة.
وتقوم ولاية تكساس وولاية ماساشوستس, باستخدام قواعد خاصة بالروابط الوطنية لرياضات الجامعات باستثناء هذه القواعد التالية.
مع الأصول والأسلاف المشتركة، فإن قواعد اللعبة في المدارس الثانوية متشابهة إلى حد كبير مع قواعد اللعبة في الكلية، ولكن مع بعض الاختلافات المهمة:
- يصل طول الشوط الواحد من الأربعة إلى 12 دقيقة لكل شوط، بينما في المقابل يبلغ طول الشوط 15 دقيقة في كل الأشكال الأخرى للعبة. (وتستخدم تكساس القاعدة التي تقول أن الشوط يبلغ 12 دقيقة كما في الروابط الاتحادية للمدارس الثانوية : بينما تستخدم ولاية ماساشوستس قاعدة تقول أن الشوط الواحد يبلغ 11 دقيقة ما عدا في التصفيات أو الأدوار الإقصائية، حيث يصل طول الشوط في هذه الأدوار الإقصائية إلى عشر دقائق وذلك لإمكانية لعب ثلاث مباريات في غضون عشرة أيام.)
- تحدث ضربات البداية في فريق الركل على بعد خط يصل إلى 40 ياردة، بينما في المقابل يكون الخط على بعد 35 ياردة في دوري كرة القدم الأمريكية (NFL) ودوري الجامعات. (Both Texas and Massachusetts have adopted the NFHS rule.)
- في حالة فقد محاولات التهديف، في هذه الحالة يتم احتساب بنط، وطبيعي أن يبدأ الفريق المنافس ركل الكرة عند مسافة 20 ياردة. وبالرغم من أنه إذا لم يدخل الفريق منطقة التسجيل، فإنه يمكن أن يتم إسقاطه أو إعادته إلى البنط العادي.
- يتم احتساب أي ركلة عابرة لخط التهديف على أنها هدف ويتم هذا بشكل تلقائي؛ ولا يمكن للركلات أن تتم إعادتها خارج منطقة التسجيل.
- تداخلات التمرير من قبل الدفاع تنتج عنها ركلة جزاء 15 ياردة (في موسم 2012، قاعدة الهبوط التلقائي الأول؛ وتم إلغاء هذه الأحكام من القواعد التي بدأ العمل بها في عام 2013)، بدون اعتبار مكان حدوث الخطأ (بخلاف مكان الفريق من موقع الكرة في موقع حدوث الخطأ).
- لا يمكن للدفاع العودة إلى نقطة إضافية أخرى لمحاولة التسجيل.
- قبل عام 2013، كان التدخل في التمرير الهجومي ينتج ركلة جزاء 15 ياردة وخسارة القاعدة. وتم إلغاء هذا البند من القواعد التي بدأ تفعيلها في عام 2013. وطبقًا لقواعد كل من دوري كرة القدم الأمريكية ودوري الجامعات فإن تداخلاً في التمرير الهجومي يحدث فقط في 10 ياردات.
- ويرجع استخدام الوقت الإضافي ونظامه إلى رابطة الولاية الفردية. بينما قامت روابط الاتحاد الوطني للمدارس الثانوية بعرض مقترح لإجراء الوقت الإضافي اعتمادًا على إجراء مباراة فاصلة في كنساس، ولكن لا يتم جعل أحكامها إلزامية.

تم تبني أحد الأحكام الفريدة للمدارس الثانوية من قبل كرة قدم الجامعات. وفي عام 1996 تم استخدام قواعد الوقت الإضافي من قبل فرق المدارس الثانوية بولاية كنساس حيث تم تبنيها من قبل الروابط الوطنية لرياضة الجامعات (NCAA).
قامت معظم المدارس الكندية باستخدام قواعد كرة القدم الكندية التي تم تبنيها حتى تُطبق في مباريات المدارس الثانوية. وكانت المستثناة من ذلك هي كولومبيا البريطانية، التي كانت تستخدم قواعد الروابط الاتحادية الوطنية للمدارس الثانوية المستخدمة في أمريكا.

## منظمات فرض العقوبات
تمتلك كل دولة منظمة واحدة على الأقل تقوم بفرض العقوبات على المدارس العامة. وفي العديد من الدول تقوم منظمة منفصلة بالحكم وبالفصل في الرياضات المختلفة بين المدارس ومعظمها في المدارس الخاصة. وتقوم كل هيئة متخصصة في فرض العقوبات بتقسيم المدارس الأعضاء إلى أي مكان يتراوح حجمه بين اثنين وثمانية وهذا التقسيم يعتمد على عدد الطلاب المسجلين في المدرسة (بذلك يتم التأكد من أن المدارس الداخلة في العملية التنافسية في مقابل المدارس الأخرى هي مدارس متماثلة في الحجم) كما يتم أيضًا التقسيم إلى مناطق جغرافية: ويختلف الاسم والعدد من دولة أو ولاية إلى أخرى. ويمكن أن يتم تغيير هذا التقسيم الحجمي للمدارس إذا حدث ارتفاع أو انخفاض في أعداد المسجلين على مدار السنين. وهذا التغير واضح كما في أصغر المدارس خاصة في المجتمعات الريفية أو في المدارس الخاصة الأصغر، وهذا التنوع يظهر في المباريات من خلال استخدام الفريق لعدد ستة أو ثمانية أو تسعة لاعبين لكل جانب بدلًا من العدد التقليدي والمعتاد وهو أحد عشر لاعبًا (أو اثنا عشر لاعبًا في كندا).[بحاجة لمصدر]

### التعليم المنزلي وكرة قدم المدارس الثانوية
يستطيع طلبة الدراسة المنزلية أن يشاركوا في كرة القدم في المدارس العليا من خلال فرق مستقلة أو فرق تلعب لصالحها الخاص، وتقوم بالمنافسة ضد المدارس الخاصة الصغيرة (أو في حالات قليلة تلعب ضد المدارس العامة). وفي بعض الولايات مثل ولاية فلوريدا، فإن قانون الولاية يسمح للطلبة الذي يتعلمون في بيوتهم بأن ينافسوا في الألعاب الرياضية بين المدارس وذلك على مستوى مدرستهم التي تقع في منطقتهم المحلية. ومن ثم نرى أن تيم تيبو (Tim Tebow) الذي تعلم في البيت والذي كان واحدًا من أشهر اللاعبين الرئيسيين في كرة القدم الأمريكية في الدولة، والذي كان قادرًا على اللعب على مستوى المدارس الثانوية العامة والوطنية مثل مدارس نيز الثانوية (Nease High School) وكان هذا في أعقاب استئجاره هو ووالدته لشقة في المقاطعة التي تقع فيها المدرسة. وقامت الهيئة التشريعية في ولاية ألاباما وهي الولاية التي قام فيها تيبو باللعب في مباراة الخسارة التي تمت إذاعتها تلفزيونيًا على المستوى الوطني وكانت ضد مدرسة هوفر الثانوية، حيث قامت هذه الهيئة بدراسة مشروع قانون إطلاق اسم تيم تيبو بيل الذي يمنح حقوقًا مماثلة للطلبة الذين تعلموا في المنازل في ولاية ألاباما.

## الموسم
يبدأ عادة التدريب للموسم القادم بحمل الأثقال وكذلك على النشاطات المناسبة للموسم القادم مثل السرعة المطلوبة للعبة وكذلك التدريب على خفة الحركة. وفي بعض الولايات، يبدأ هذا بعد أسابيع قليلة من نهاية الموسم السابق، وفي الولايات الأخرى يمكن أن يتأخر إلى أغسطس. كما تسمح بعض الولايات بإجراء بعض المباريات الودية، بينما تمنع ولايات أخرى المباريات الرسمية أثناء معظم الصيف. وكذلك تبدأ مباريات مزدوجة بالقرب من نهاية منتصف أغسطس وعادة ما تستمر حتى الأسبوع الذي يسبق بدء المدارس أو حتى في بعض الأحيان تستمر حتى بدء المدارس. وبعد انتهاء المباريات المزدوجة، فإن تدريبات الموسم المنتظمة تبدأ يوميًا بعد الظهر طوال أيام الأسبوع عدا يوم المباراة. وتُعقد المباريات غالبًا في يوم السبت، ولكن لا تبدأ أبدًا في يوم الأحد.
يتكون الموسم العادي والمنتظم عادة من عشر مباريات في معظم الولايات؛ وتعد ولاية كنساس من ضمن الولايات الوحيدة التي تحدد الفرق بتسعة فرق فقط. تبدأ المباراة الأولى في الموسم المنتظم في أوائل شهر سبتمبر أو في أواخر أغسطس، بينما تكون المباراة الأخيرة في الموسم المنتظم عادة في منتصف أو أواخر شهر أكتوبر، وموعد إجراء هذه المباراة النهائية يرجع إلى الولاية وإلى المناخ. وربما تودع الفرق أسبوعًا أو أكثر أثناء الموسم المنتظم. ويمكن للمدارس الأكبر (خاصة المدارس التي لها برامج ناجحة) أن تنجح في حشد الآلاف لمشاهدة المباريات، حتى بالنسبة للألعاب الموسمية المنتظمة، وفي بعض الحالات ربما تقوم الفرق باللعب في إستاد الكلية أو في الملاعب المتخصصة وذلك لاستيعاب الأعداد والحشود الكبيرة المتوقع حضورها.
وتحدد الغالبية العظمى من مباريات كرة القدم للمدارس الثانوية في المساء من يوم الجمعة، وكذلك ليالي الخميس بينما يتم استخدام أيام السبت بشكل قليل. في حين أنه يتم استخدام الأيام البديلة في أغلب مقاطعات المدرسة الأكبر حيث يتم استخدام التسهيلات من قبل المدارس المتعددة، أو في الأماكن التي تمتلك ملاعب غير مضيئة وغير مؤهلة للاستخدام الليلي.

### المباريات النهائية وآخر الموسم
قبل عقد السبعينيات، كانت العديد من الولايات تقوم بتتويج البطل من خلال الاقتراع أو الاستطلاع، وأصبح نظام المباريات النهائية التي تقوم من أجل التصفيات منذ وقت قريب نظامًا عالميًا بشكل سريع، ومنذ ذلك الحين قامت معظم الولايات بزيادة أعداد الفرق المستحقة للمشاركة في المباريات وكذلك قامت بزيادة إجمالي عدد التقسيمات. وبالرغم من أن نظام المباريات النهائية والفرق المستحقة يختلف ويتنوع من ولاية لأخرى، إلا أن الأبطال يتنافسون على مستوى الإقليم أو المنطقة في المباريات النهائية- وهذا تقليد مستعار من كرة القدم للمحترفين بدلاً من كرة قدم الجامعات– وذلك لتحديد بطل الولاية لكل تقسيم طبقًا لحجمه.
وتحدد دولتان لا دولة واحدة بطلًا (نيوجيرسي وماساشوستس) وأبطال ولاية إقليمية واحدة الذين يتوجون عن المدارس غير العامة، وسوف تقوم ولاية ماساشوستس بإنشاء وإقامة بطولة على مستوى الولاية في عام 2014. ويتم الإعلان عن بطولات نيويورك على مستوى الولاية، ولكنها تشمل فقط شمال نيويورك وذلك بسبب التقسيمات التي تمثل مدينة نيويورك ولونج أيلاند (التي تغطي الأغلبية من سكان الولاية) وبسبب ذلك فإنها تغيب عن بطولات الولاية. وفي المدن الكبيرة التي تشمل بيتسبرغ وشاطئ فرجينيا ومدينة نيويورك ولوس أنجلوس وبعض المقاطعات الصغيرة المتنوعة في أماكن مثل المنطقة الغربية من نيويورك, تقوم المدارس العامة الثانوية بالمنافسة في «بطولات المدن الخاصة بها» وربما يلعب أو لا يلعب الخصوم منهم خارج مدنهم. وفي الولايات الأخرى مثل إيلينوي وولاية لويزيانا وغرب ولاية فرجينيا، لا تقام هناك بطولات إقليمية؛ ويتم تصنيف المباريات النهائية على أساس مستوى الولاية.
تتم عادة إقامة مباريات البطولة في مواقع وملاعب محايدة، تكون عادة في ملاعب الكلية أو في ملاعب اتحاد كرة القدم الأمريكية التي تكون مؤهلة لاستيعاب الحشود الكبيرة والضخمة من المتفرجين. وعادة ما تكون هذه الملاعب ملاعب متخصصة ومؤهلة بشكل جيد ومجهزة للتعامل مع سوء الأحوال الجوية وهو أمر شائع لأن مباريات البطولة تتم إقامتها في أواخر شهر نوفمبر وحتى منتصف شهر ديسمبر. وفي الأغلبية العظمى من الولايات، تتم إقامة مباريات البطولة كلها على ملعب واحد، مثل إستاد النصب التذكاري للحرب بولاية أركنساس (Arkansas)، وملعب رينتسلر فيلد بولاية كونتيكت (Connecticut)، وملعب جورجيا دوم (Georgia Dome)، وإستاد البابا جونز كاردنال في ولاية كنتاكي (Kentucky)، والقبة الكبيرة لمرسيدس بنز في ولاية لويزيانا (Louisiana) وإدورد جونز دوم في ولاية ميسوري (Missouri)، وإستاد لوكاس أويل في ولاية إنديانا (Indiana)، وإستاد كاوبويز لكل تقسيمات تكساس (Texas) المكونة من 11 رجلاً. وقامت ولاية ألاباما بلعب كل مباريات بطولتها على ملعب البطولة، ولكن بناءً على طلب من مدرب فريق ألاباما كرمزون تايد (Alabama Crimson Tide) ويُدعى الكابتن نيك سابان (Nick Saban)، فإن المباريات الآن تقام على ملاعب بديلة بين إستاد براينت ديني في توسكالوسا (Tuscaloosa) وإستاد هارجوردن في أوبورن (Auburn).

## وصلات خارجية
- كرة قدم المدرسة الثانوية على مشروع الدليل المفتوح